# Сіявське сільське поселення
Сія́вське сільське поселення (рос. Сиявское сельское поселение) — муніципальне утворення у складі Поріцького району Чувашії, Росія. Адміністративний центр — село Сіява.
Станом на 2002 рік існували Гартівська сільська рада (село Гарт, селище Гартовський Лісозавод), Нікольська сільська рада (село Старокаменне, присілок Нікольське, селища Краснобор, Красноглухово) та Сіявська сільська рада (село Сіява, селище Довга Поляна).

## Населення
Населення — 422 особи (2019, 633 у 2010, 1050 у 2002).

## Склад
До складу поселення входять такі населені пункти:
| Населений пункт               | Населення, осіб (2002) | Населення, осіб (2010) |
| ----------------------------- | ---------------------- | ---------------------- |
| Гарт, село                    | 270                    | 166                    |
| Гартовський Лісозавод, селище | 0                      | -                      |
| Довга Поляна, селище          | 143                    | 78                     |
| Краснобор, селище             | 2                      | -                      |
| Красноглухово, селище         | 39                     | 17                     |
| Нікольське, присілок          | 85                     | 44                     |
| Сіява, село                   | 511                    | 328                    |
| Старокаменне, село            | 0                      | -                      |